# ليديا لازاروف
ليديا لازاروف (بالعبرية: לידיה לזרוב‏) هي متسابقة يخت بلغارية وإسرائيلية، ولدت في 16 يناير 1946 في صوفيا في بلغاريا.